# اوه ده هوان
اوه ده هوان (کره‌ای: 오대환؛ زادهٔ ۵ ژوئیه ۱۹۷۹) بازیگر اهل کره جنوبی است. او در مجموعه‌های تلویزیونی همچون تیم ۳۸ (۲۰۱۶) و دفتر درخشنده (۲۰۱۷) ایفای نقش کرده‌است.

## فیلم‌شناسی

### فیلم
| سال  | عنوان               | نقش          | توضیحات | منابع       |
| ---- | ------------------- | ------------ | ------- | ----------- |
| ۲۰۱۳ | مونتاژ              | یونگ شیک     |         |             |
| ۲۰۱۳ | گو، استاپ           | کیم مو شیک   |         |             |
| ۲۰۱۵ | دختر کمد قفلی       |              |         |             |
| ۲۰۱۵ | قرارداد             | کال چی       |         |             |
| ۲۰۱۷ | پادشاه              | سونگ بک هو   |         |             |
| ۲۰۱۸ | نبرد بزرگ           | هوال بو      |         |             |
| ۲۰۲۰ | مارا از شر نجات بده | هان جونگ سو  |         | [ ۲ ]       |
| ۲۰۲۱ | مأموریت ممکن        | جون هون      |         | [ ۳ ]       |
| ۲۰۲۱ | مقبره رودخانه       | هیونگ گون    |         | [ ۴ ] [ ۵ ] |
| ۲۰۲۲ | بازگشت به خانه      | ته کیو       |         | [ ۶ ]       |
| ن/م  | د وایلد             | دو شیک       |         | [ ۷ ]       |
| ن/م  | افتر                | جه هوان      |         | [ ۸ ]       |
| ن/م  | تناقض               | بونگ سو      |         | [ ۹ ]       |
| ن/م  | کهنه‌سرباز ۲         | کارآگاه وانگ |         | [ ۱۰ ]      |